# Душанов законик
Душанов законик (у старим преписима се назива Закон благовјернаго цара Стефана) је уз Законоправило Светог Саве, најважнији закон средњовековне Србије. Донет је на сабору властеле и црквених великодостојника, одржаном на Вазнесење Господње, 21. маја 1349. године у Скопљу, и допуњен је на сабору одржаном 31. августа 1354. године у Серу. Закон је усвојен са циљем да се српска држава уреди прописима који би важили за цело царство и подједнако за све поданике.

## Садржина Законика
Душанов Законик је урађен на темељима Законоправила. У неким члановима Стефан Душан директно упућује на Законоправило (чланови 6, 8, 11, 101, 109 и 196). Једна трећина Законика је урађена по угледу на одговарајуће прописе византијског права. Велика је сличност чланова 171 и 172 Законика (који прописују независност судства) са деловима из византијског зборника Василике (књига VII, 1, 16-17), које су биле византијска прерада Јустинијановог зборника.
Првих 38 чланова посвећено је цркви, њеним служитељима и поседима, следе одредбе које се односе на повластице властеле и слободних људи и њихове дужности, а потом одредбе које говоре о обавезама зависног становништва, себара (кметови и земљорадници). У наставку долазе одредбе о судству, о казнама за различите врсте кривичних и других преступа. Душанов законик је садржао 201 члан (према издању Стојана Новаковића из 1898. године), али се, у зависности од сачуваног преписа, састоји од 135 до 201 члана. Одредбе законика регулишу разноврсне области права, али њихов циљ није да био да предвиди све случајеве, већ само нова питања.
Законик сачињава јединствену правну целину заједно са два византијска правна акта: Закон цара Јустинијана (Јустинијанов зборник) и скраћена Синтагма Матије Властара.
Рад на Законику је започет одмах после крунисања Душана за цара Срба и Грка (у оригиналу: цар Србљем и Грком) 1346. године. У самом називу своје титуле цар Душан је истакао своју намеру да буде наследник Византијских царева, а Српско царство је требало да наследи Византијско царство.
Наиме, српска држава је и пре законика познавала разне правне норме које су се бавиле односима међу људима, функционисање институција и деловање владаревих службеника.
Још приликом оснивања аутокефалне српске цркве, Свети Сава је превео византијски зборник црквених права Номоканон (Законоправило), који је садржао и правила имовинског права, прописе о грађењу и друго. У Србији се преко Законоправила Светог Саве већ 130 година примењивала римско-византијско право. Постојала су и два мања правна текста: Земљораднички закон и Закон цара Јустинијана преведена са грчког, који су регулисали односе земљорадника и нека питања о наслеђивању. Законску снагу су имале и повеље Душанових претходника, које су регулисале обавезе поданика над црквеним властелинствима, судску надлежност над њима и сличне предмете. Повеље владара издате Дубровчанима које су прописивале начине суђења на њиховим међусобним споровима. Осим писаних извора права, велику улогу је имало и обичајно право, чије су норме, мада нису биле записане, биле познате и преносиле су се с колена на колено и прожимале се кроз све области друштвеног живота, заједно с обичајима и веровањима, а важило је за мале друштвене заједнице, из којег су изашла и права о положају и правима владаоца и дужностима поданика.
Душанов законик је представљао потпуно уједињење српског и византијског правног поретка у читавој држави. Цар Душан је желео да са једне стране Закоником ојача централну власт и учврсти државу, а са друге стране да обузда захтеве српске велике властеле, која се у доба његових освајања прекомерно осилила и својим децентрализмом слабила државну власт. Детаљно су уређена права и обавезе појединих сталежа, као и односи међу сталежима, да би се на тај начин увео ред у држави. Поред прописа којима је уређивао положај српске цркве и властеле, Законик је садржао и прописе брачног права, грађанскоправне и кривичноправне прописе, као и правила судског поступка. С обзиром на ширину области друштвених односа које је уређивао, Законик се може сматрати за устав средњовековне Србије. Нема података о реаговању српске велике властеле и о њеном могућем противљењу овом Законику.
У сваком случају, ситуација у Србији се разликовала од ситуације у Чешкој у исто време. Тамо се властела отворено и успешно супротставила законодавном покушају Карла IV. Одлучан отпор чешке велике властеле (панова) спречио је да Majestas Karolina буде усвојена у Сејму.
Иако је Душан убрзо после проглашења Законика умро (1355), а српска држава ускоро дошла под Османско царство (1459), Душанов законик је и даље у народу живео, што најбоље доказују многи преписи тог правног споменика све до 18. века. Оригинал Душановог законика није сачуван, али постоји преко 20 преписа. Најстарији препис (вероватно најближи оригиналу) потиче из Струге (14. век). После њега следи препис из Призрена (15. век), који је најпознатији, а затим низ каснијих преписа који се садржином удаљавају од старијих. Законик ће бити упамћен као врховни правни акт који је средњовековну Србију успоставио као правну државу.

## О издањима Душановог законика
Прва вест о препису Душановог законика потиче од митрополита Јована Рајића који га спомиње у својој Историји. Њему су морали бити познати и преписи које су израђивали гимназијалци у Карловцима, али пошто су то били преписи са очигледним обележјем скорашњости, нису му уливали поверења. Издавач Историје Стефан Новаковић је, без Рајићевог знања, прикључио његовом делу и један препис Душановог законика, који се налазио у поседу браће Текелија. Ово издање је било на основу лошег преписа, али је оставило дубок утисак у тадашњем ученом свету. Ово издање је превео на немачки Јохан Кристијан Енгел 1801. Иако Енгел није добро познавао српски језик, па му је и превод врло лош, пробудио је интересовање код широког круга читалаца учене Европе. У потрази за другим преписима Душановог законика прво је пронађен раковачки препис, који је објавио Георгије Магарашевић. И ово издање је било лоше, али је дало основу за даље проучавање других преписа.
Словак Павел Јосеф Шафарик је 1831. описао три преписа Душановог законика (раковачки, раванички и ходошки). Ускоро је штампао Законик на ћирилици и латиници, као и немачки превод раковачког преписа, са извесним допунама из ходошког. Ово издање је послужило Стојану Новаковићу као узор за проучавање нових откривених преписа Душановог законика. До средине 19. века знало се за десет преписа. Нови полет у проучавању Законика је донело откривање Призренског преписа. Стојан Новаковић је 1870. штампао Душанов законик према овом препису, али не у распореду какав је затекао, већ га је сложио у лођички ред, чиме је само отежао његово проучавање, а своје издање учинио практично неупотребљивим. Срећом, Теодор Зигељ је већ 1872. штампао Душанов законик на основу истог преписа. То је било одлично издање за оно време. Призренски препис ће дуго остати главна основа за утврђивање текста Законика. Тимотеј Флорински је 1888. написао обимно дело о Душановом законику, у коме је штампао Законик према струшком препису уз опширне коментаре.
Стојан Новаковић у Београду 1898. штампао је своје друго издање Душановог законика и поново је основа био Призренски препис. Додато је 12 чланова из раковачког, али и са многим допунама из других преписа (које је сматрао мање вредним од призренског). Теже разумљиве чланове дао је у слободном преводу. Ово његово издање је до данас остало основа за проучавање, па се увек понавља број чланова и ред којим су поређани, јер су се бројеви повезали са прописима. Последње је издање Николе Радојчића из 1960, који се усредсредио на реконструкцију текста, која ће бити што ближа оригиналу. Његов превод је одличан.
Призренски рукопис је био однет из Србије у време Првог светског рата, а враћен је 1935, немачки посланик фон Херен га је предао председнику владе Стојадиновићу.

## Преписи Душановог законика
Данас је познато да постоји 24 преписа Душановог законика. Најстарији је струшки препис из 1373. Није сачуван цео, већ само око 100 чланова. Следећи је атонски препис (око 1418. година), а из тог времена је и студенички препис. Из 15. века су хиландарски, бистрички и призренски препис који има најбогатији текст. У Раковачком препису (око 1700 година.) се једино налази последњих 12 чланова и Реч цара Душана уз Законик.
Прва вест о препису Душановог законика потиче од митрополита Јована Рајића који га спомиње у својој Историји.
Словак Павел Јосиф Шафарик је 1831. описао три преписа Душановог законика (раковачки, раванички и ходошки). Ускоро је штампао Законик на ћирилици и латиници, као и немачки превод раковачког преписа, са извесним допунама из ходошког. Ово издање је послужило Стојану Новаковићу као узор за проучавање нових откривених преписа Душановог законика. До средине 19. века знало се за десет преписа. Нови полет у проучавању Законика је донело откривање Призренског преписа.

### Рукописи старије редакције
1. Струшки препис

Струшки рукопис је једини сачувани препис из 14. века. Према воденим знаковима настао је у последњој деценији 14. века. Струшки препис чини петнаест страна некадашње рукописне књиге. На овим странама, које је делом уништила влага, сачувано је у целости или у деловима укупно 105 чланова Законика. Рукопис је 1845. године пронашао у Струги (данас у Републици Македонији) руски слависта Виктор Иванович Григорович. После његове смрти 1876. поверен је на чување Румјанцовском музеју у Москви. Данас се чува у руској Државној библиотеци у Москви. Назив Струшки препис дао му је Валтазар Богишић.
1. Атонски рукопис (друга четвртина 15. века, око 1420-1450)
2. Студенички рукопис (око 1430. године)
3. Ходошки рукопис
4. Хиландарски рукопис (прва трећина или друга четвртина 15. века)

## Новија издања Душановог законика
- Законик цара Стефана Душана, Београд, 1975.
- Законик цара Стефана Душана (струшки и атонски препис) књига 1, Београд, 1975.
- Законик цара Стефана Душана (студенички, хиландарски, ходошки и бистрички препис) књига 2, Београд, 1981.
- Законик цара Стефана Душана (барањски, призренски, шишатовачки, раковачки, раванички и софијски препис) књига 3, Београд, 1997.
- Душанов законик (бистрички препис), Београд, 1994.
- Душанов законик, пр. Ђ. Бубало, Завод за уџбенике-Службени гласник, Београд 2010.
- Комплетан препис „Душановог законика”, седам томова, садржи свих 27 преписа Законика, САНУ, Београд, 2024.[14]

## Папа Климент VI и Душанов законик
Када је папа Климент VI чуо да су три члана Душановог законик] (5, 6. и 7.) усмерена против католичке пропаганде међу Србима и у њима се говори о латинској јереси, папа је претио Душану да уништи та три члана или ће против њега подићи Европу (...contro di lui con le forze d Europa).